# 天主教赫扎里巴克教区
天主教赫扎里巴克教區 （拉丁語：Dioecesis Hazaribagana）是印度一個羅馬天主教教區，屬蘭契總教區。
教區成立於1995年4月1日，位於賈坎德邦北部。2006年有教友35,252人（佔轄區總人口0.7%）、二十個堂區、八十七名司鐸。現任教區主教為約尤‧阿南德。